# Čeplje, Lukovica
Čeplje este o localitate din comuna Lukovica, Slovenia, cu o populație de 100 de locuitori.